# Ridge of Capard
Ridge of Capard är en ås i republiken Irland.   Den ligger i grevskapet Laois och provinsen Leinster, i den centrala delen av landet, 90 km väster om huvudstaden Dublin.